# ARO M461
ARO IMS a fost primul vehicul de teren asamblat în România postbelică de către ARO, produs între 1957 și 1975. Acronimul IMS însemnând „Industria Metalurgică de Stat”.

## IMS-57
Primul model a fost IMS-57; un număr total de 914 vehicule au fost fabricate între 1957 și 1959, majoritatea asamblate manual. Inspirat după vehiculul rusesc GAZ 69, avea următoarele caracteristici: caroserie cu două uși și prelată, motor de 3260 cc pe benzină, 50 CP (37 kW) la 2.800 rpm, viteză maximă 80 km/h și un consum de carburant de 24 l/100 km. Șasiul în stare funcțională era testat pe ruta Câmpulung-Colibași după care era carosat, vopsit și finisat la Fabrica de Autoturisme Pitești. IMS-57 avea ștergătoare de parbriz manuale.

## IMS-59

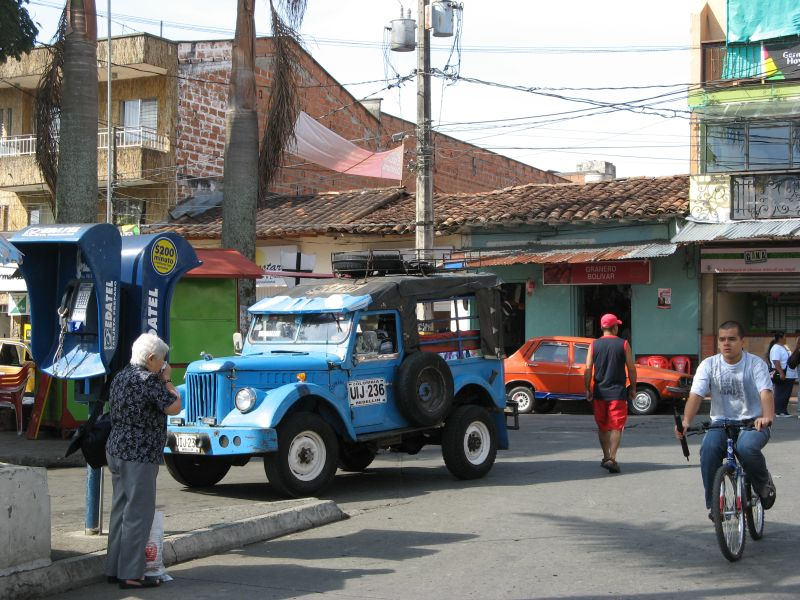
IMS-59 în Columbia

În 1959 IMS-57 a fost înlocuit cu IMS-59, care avea îmbunătățiri substanțiale față de predecesorul său: motor de 56 CP (42 kW), viteză maximă crescută la 90 km/h iar ștergătorul de parbriz manual a fost înlocuit cu unul electric. Vehiculele erau carosate (cu 2 uși, 4 uși sau pick-up), vopsite și finisate la Câmpulung. În cei patru ani de producție (1959-1963) numărul de vehicule construite a crescut de la 803 în 1959 la 3.222 în 1963.

## M461

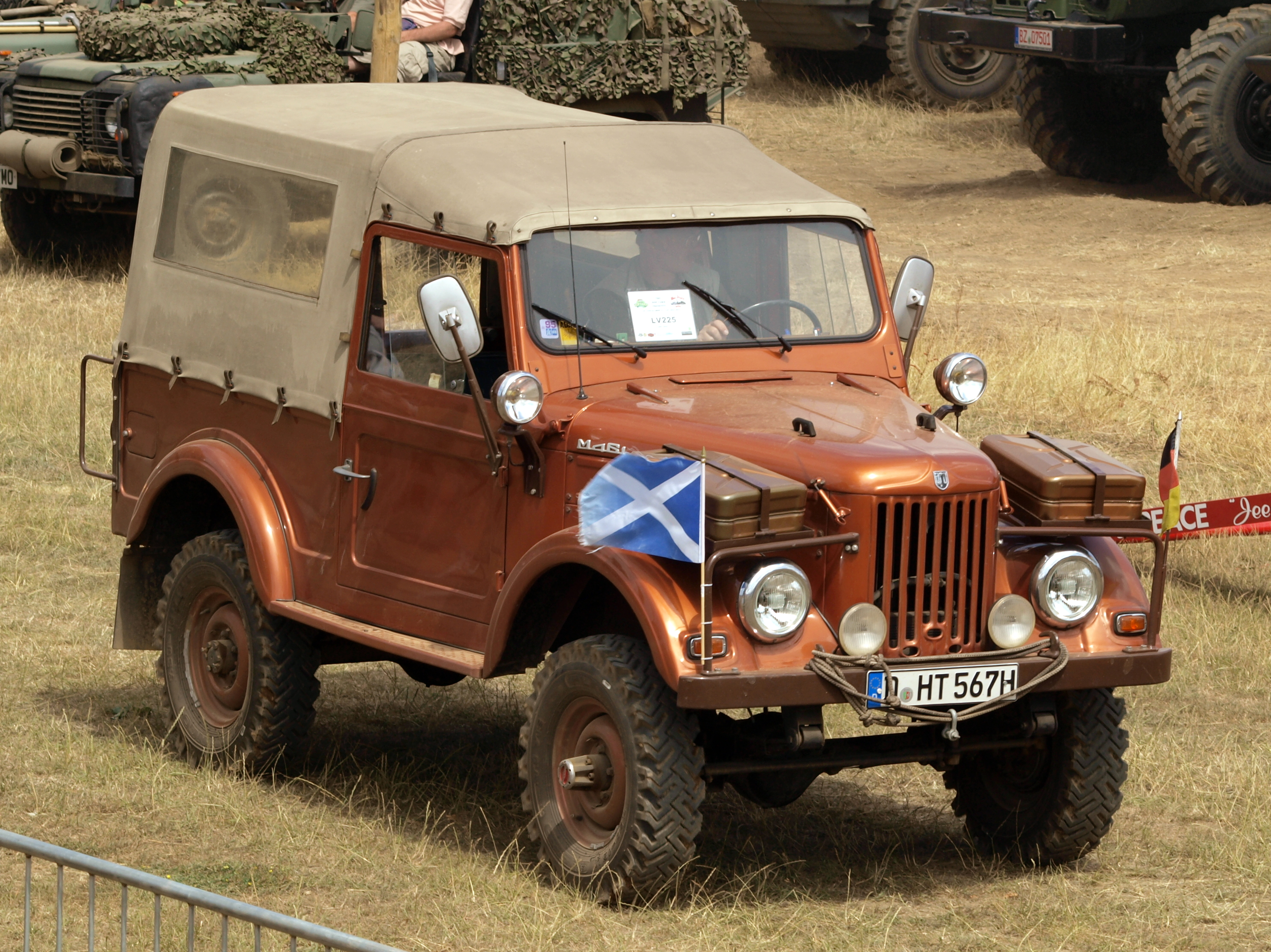
ARO M461

Un nou model, M461 a fost început în 1964. Avea aspect și finisaj imbunătățit și mecanică reproiectată, deși ca aspect era asemănător cu IMS-59. Avea motor de 2.5 l pe benzină la 70 CP (52 kW), o viteză maximă de 100 km/h și un consum de combustibil de 17 l/100 km la 80 km/h.
Exportul modelului M461 a început în 1965 cu 2.000 de vehicule trimise în China și Columbia. M461 a fost o mașină foarte bună la vremea respectivă, câștigând câteva competiții internaționale: ediția din 1970 a Forests Rally (Belgia) și ediția din 1973 a Sons of Beaches (Oregon). Cu performanța și tehnologia imbunătățite, au fost produse 80.233 de vehicule, din care 46.549 au fost exportate iar un număr mai mare a fost folosit de către Armata Română, care le-a folosit până recent. La ora actuală mai exista aproximativ 3.000 de vehicule M461 în România iar proprietarii acestora s-au organizat în cluburi. Ultimele versiuni erau cunoscute sub numele de M473 pe piața germană.

## Legături externe
Materiale media legate de ARO IMS la Wikimedia Commons
  Materiale media legate de ARO IMS la Wikimedia Commons
- ARO M461 Club website
- ARO Club Romania
- History of IMS 57
- Shop online for Aro M-461 Arhivat în 8 ianuarie 2011, la Wayback Machine.
- Blog for rebuilt Aro M-461
- M461 at Retromobil Club Romania